# Wieńkowo
Wieńkowo – wieś w Polsce położona w województwie zachodniopomorskim, w powiecie polickim, w gminie Police przy granicy miasta Police. Miejscowość usytuowana jest 
na Równinie Polickiej nad rzeką Gunicą na skraju Puszczy Wkrzańskiej. 
| SIMC    | Nazwa     | Rodzaj    |
| ------- | --------- | --------- |
| 1010029 | Jasienica | część wsi |

Przez wieś prowadzi  Szlak „Puszcza Wkrzańska”.
Przynależność polityczno-administracyjna:
- 1815–1866: Związek Niemiecki, Królestwo Prus, prowincja Pomorze
- 1866–1871: Związek Północnoniemiecki, Królestwo Prus, prowincja Pomorze
- 1871–1918: Cesarstwo Niemieckie, Królestwo Prus, prowincja Pomorze
- 1919–1933: Rzesza Niemiecka (Republika Weimarska), kraj związkowy Prusy, prowincja Pomorze
- 1933–1945: III Rzesza, prowincja Pomorze
- 1945–1952: Rzeczpospolita Polska (Polska Ludowa), województwo szczecińskie
- 1952–1975: Polska Rzeczpospolita Ludowa, województwo szczecińskie, gmina Jasienica
- 1975 - 1989: Polska Rzeczpospolita Ludowa, województwo szczecińskie, gmina Jasienica (do 1954), gmina Trzebież (1973–1975)
- 1989 - 1998: Rzeczpospolita Polska, województwo szczecińskie
- 1999 - teraz: Rzeczpospolita Polska, województwo zachodniopomorskie, powiat policki, gmina Police